# Бакља
Бакља (зубља, луча) је запаљени дрвени штап премазан лако запаљивим материјалима (восак, смола, маст). Позната је још од старог века и служила је претежно за осветљавање. Традиционално, бакља је симбол светла и просветљења (Често сам симбол нових идеја). Код старих Грка и Римљана била је симбол живота (бакља окренута наопако је била симбол смрти) те се користила у спроводима. Код старих Грка била је симбол ватре коју је Прометеј украо боговима и дао људима.
Најважнији данашњи симбол код којег се користи бакља је Олимпијски пламен као симбол олимпијског духа и заједништва. Често се користи и код верских свечаности и процеса.

## Изградња бакље
Ако је бакља изграђена од сумпорне смесе помешан са минералним кречом, пожар се неће умањити након што се потопи у воду. Такве бакље су користили стари Римљани.
Бакље намењене за поворке су окружују грубом тканином и натопљене воском. Обично постоји дрвена дршка и картон оковратник који служи за скупљање капљица воска који се отапа. То је лак, безбедан и релативно јефтин начин да се одржи пламен високо на паради, поворци или да обезбеди осветљење после ноћне прославе.

## Симболика
Бакља се често представља као просветљење и нада. Тако Кип Слободе, заправо "Слобода просветљује свет", у својој руци држи бакљу која је подигнута. Када се бакље прекрсте означавају жалост која се појављују на грчким и римским споменицима. Бакља усмерена надоле симболише смрт, а бакља која је подигнута симболизује живот, истину и регенеративну моћ пламена. Бакља је такође симбол који користе политичке странке, на пример, тако и Радничка партија (од 1918 до 1980) и Конзервативна партија (од 1983 до 2006) у Великој Британији. Појављује се и на печатима школа у Филипинима јер бакља симболизује визију образовања да обезбеди просветљење свим студентима.

## Употреба бакљи

### Олимпијада
Бакљу коју су носили тркачи у штафетама се користила као Олимпијски пламен који гори без прекида до краја Игара. Ове бакље и традицију штафете је увео 1936. на Олимпијске игре Карл Дајм, председник догађаја.

### Жонглирање
Бакља се често користи као реквизит у жонглирању: оне се могу окретати у ваздуху док се жонглира на исти начин као и што се жонглира палицама или ножевима, али због њиховог звука и 'траг пламена' могу да буду много импресивније публици. Ако је вешт жонглер, постоји мала шанса да се жонглер испече, али су и даље опасни.

### Римокатоличка литургија
Некада, литургијске бакље су ношене у евхаристијским поворкама једноставно да би осветљавале. Црква је на крају усвојила њихово коришћење за свечане мисе.
Англиканци и неки Лутерани користе бакље у неким својим литургијским прославама.

## Асоцијације

### Љубав
Асоцијација бакље и љубави датира из грчке и римске традиције, а венчање бакљом, гори у младином огњишту током њене брачне ноћи, а затим се користи да се запали огњиште у свом новом дому. Таква бакља је повезан са грчким богом брака Хименом.
Израз носити бакљу (за некога) значи волети или бити романтично заљубљен у некога, поготово када та осећања нису узвраћена. Често се користи за карактеризацију ситуације у којој се романтична веза завршила, али где један партнер још увек воли другог.

### Сановник
Видети бакљу - очекује вас велика срећа. 
Незапаљена бакља - вест из даљине. 
Ако гори - дуго ћете живети и бити успешни у послу. 
Ако гори с пламеном без дима - извешћете успешан пословни подухват. 
Ако је бакља пуна дима - предмет сте ружних оговарања. 
Ако је угашена - неко од ваших познаника ће умрети. 
Гасити бакљу - доживећете неуспех и разочарање због престанка Ваше везе. 
Носити бакљу - љубав ће вам бити узвраћена.

## Галерија слика
- Тики бакља
- Продавац бакљи (14. век)
- Бонфире ноћна прослава у Сасекс Луису, 5. новембра